# Irving Reynoso Jaime
Irving Reynoso Jaime (Tetecala, Morelos, 10 de agosto de 1979) es un historiador, escritor y profesor universitario mexicano. Sus trabajos se concentran en la historia social y política de los siglos XIX y XX, con énfasis en el mundo rural y el movimiento comunista. Es especialista en la historia de la región morelense. También ha incursionado en la novela de ficción histórica. Entre 2012 y 2015 fue director del Archivo Histórico del Centro de Estudios del Movimiento Obrero y Socialista (CEMOS). Desde 2017 se desempeña como profesor-investigador en la Universidad Autónoma del Estado de Morelos.

## Estudios
Obtuvo la licenciatura en Historia por la Universidad Autónoma del Estado de Morelos, en 2005. Es maestro en Historia Moderna y Contemporánea por el Instituto de Investigaciones Dr. José María Luis Mora, grado que obtuvo en 2007. Se doctoró en Estudios Latinoamericanos en 2016 por la Universidad Nacional Autónoma de México.

## Docencia e investigación
Ha sido docente en varias instituciones de educación superior, como la Universidad Nacional Autónoma de México, la Escuela Nacional de Antropología e Historia, el Instituto de Investigaciones Dr. José María Luis Mora, la Universidad Autónoma de la Ciudad de México y la Universidad Autónoma del Estado de Morelos.
Fue miembro del consejo de redacción de la Revista Nostromo (2007-2011) y coordinador editorial del proyecto Historia de Morelos, patrocinado por la Comisión del Bicentenario del Congreso del Estado de Morelos (2008-2010). Fue director del Archivo Histórico del CEMOS (2012-2015), y miembro del seminario "Prácticas electorales en México" del Instituto Mora (2012-2016). Actualmente dirige un proyecto de historias comunitarias en la Universidad Autónoma del Estado de Morelos.

## Publicaciones
- Notas Etnográficas: Coatetelco (2002), en co-autoría con Jesús Castro Andriano.[10]
- Las dulzuras de la libertad. Ayuntamientos y milicias durante el primer liberalismo. Distrito de Cuernavaca, 1810-1835 (2011, 2a edición 2013).[11][12]
- Calleja y Morelos. Las memorias de un insurgente desconocido (2011), novela histórica.[3]
- Hacia la democracia electrónica. Tres ensayos sobre la política y el Internet en México (2012).[13]
- Machetes rojos. El Partido Comunista de México y el agrarismo radical (1919-1929), (2018).[14]
- El agrarismo radical en México. Una biografía política de Úrsulo Galvan, Primo Tapia y José Guadalupe Rodríguez (2020).[15]
- Los pueblos de la Tierra Caliente. Campesinos, caudillos y empresarios en la región de Tetecala, Morelos, siglos XVI-XX (2023).[16]
- Un pueblo sin mar. Pasajes históricos de San Francisco Tetecala, también llamado Tetecala de la Reforma (2023).[17]

## Distinciones
- Mención Honorífica del Premio "Francisco Javier Clavijero", a la Mejor Tesis de Maestría 2007, Instituto Nacional de Antropología e Historia (2008).
- Beca de Investigación del Instituto Nacional de Estudios Históricos de las Revoluciones de México (2009).
- Primer lugar del "Concurso Estatal de Ensayo Histórico sobre la Independencia y la Revolución", Gobierno del Estado de Morelos (2009).
- Beca "Charles A. Hale", a la Excelencia en la Investigación sobre la Historia Mexicana, otorgada por la Latin American Studies Association (LASA) (2013).[18]
- Medalla "Benito Juárez García", al primer lugar del concurso de ensayo histórico, Secretaría de Educación del Gobierno del Estado de Morelos (2022).[19]